# Biosteres hoplocrotaphiopsis
Biosteres hoplocrotaphiopsis is een insect dat behoort tot de orde vliesvleugeligen (Hymenoptera) en de familie van de schildwespen (Braconidae). De wetenschappelijke naam van de soort werd voor het eerst geldig gepubliceerd door Perepechayenko in 1994.